# Björn Hansen
Björn Hansen, född 20 januari 1925 i Göteborg, död 6 mars 2015 i Skövde, var en svensk arkitekt.
Hansen, som var son till trädgårdsarkitekt Axel Hansen och Nina Bengtsson, avlade studentexamen i Uddevalla 1944 och utexaminerades från Chalmers tekniska högskola 1952. Han var anställd vid Vilhelm Anderssons arkitektfirma i Skövde 1952–1953, hos arkitekt Yngve Steen 1953–1957, var stadsarkitekt i bland annat Hjo stad 1954–1957, i Vimmerby stad, Virserums köping, Loftahammars, Södra Vi, Tjust-Eds och Gladhammars landskommuner samt chef för Kommunernas konsultbyrå-Landsbygdens Byggnadsförenings avdelningskontor i norra Kalmar län från 1957.